# Margittai Gábor
Margittai Gábor (Budapest, 1973. augusztus 7. –) magyar író, kritikus, esszéista, újságíró, irodalomtörténész, szerkesztő.

## Élete
1991–1996 között a József Attila Tudományegyetem Bölcsészettudományi Karának magyar–filozófia–XX. századi magyar irodalom szakos hallgatója. 1994 óta publikál. 1996–1999 között a Magyar Napló könyvrovatának szerkesztője. 2000-ben doktorál, a disszertáció témája: két világháború közötti magyar esszéirodalom, válságkultúra, sajtótörténet és Babits Mihály publicisztikája. 2001–2015 között óta a Magyar Nemzet hétvégi magazinjának társszerkesztője. 2015 óta a Magyar Idők hétvégi mellékletének, a Lugasnak a társszerkesztője.
Esszéket, kisprózákat és irodalomtörténeti tanulmányokat publikál. Történeti oknyomozó riportjai elsősorban a határon túli magyar szórványvilág életét vizsgálják. Az első világháború hadifoglyainak sorsát kutatja, különös tekintettel a szardíniai Asinara (Szamár-sziget) fogolytáborainak történetére. Hasonló témájú dokumentumfilmek társalkotója.

## Művei
- Agyagcsónak. Esszék (Széphalom Könyvműhely, 1999)
- Külső magyarok – Utazás a végeken (Nemzet Kiadó, 2005)
- Nyugtalan klasszikusok – Ars poeticák és arcpoétikák. Hagyománytudat Babits Mihály esszéművészetében (Attraktor Kiadó, 2005)
- Mi a madzsar? – Magyar tudatú néptöredékek Ázsiában, Afrikában, Európában (Scolar Kiadó, 2009, 2010)
- Trianoni menyecske – Szórványlétünk a Kárpát-medencében (Scolar Kiadó, 2010)
- Utazás a végeken (Scolar Kiadó, 2011)
- Szamár-sziget szellemkatonái. A nagy háború eltitkolt halálmarsa; Külső Magyarok, Csabdi, 2014[1]
- Tiltott kastély. Erdélyi történelmi családok a jóvátétel útvesztőjében; Külső Magyarok, Csabdi, 2017
- Láthatatlan kastély. Erdélyi történelmi családok a jóvátétel útvesztőjében: Wassok és Kemények; Külső Magyarok, Csabdi, 2020

## Díjai
- A Magyar Napló esszépályázatának első díja (1996)
- Magyar Nemzet Aranytoll (2006)
- II. osztályú Magyar Hadisírgondozásért (2011)
- Tamási Áron-díj (2014)[2]